# شب‌های تهران (رمان)
شب‌های تهران نام رمانی نوشته غزاله علیزاده است. این رمان توسط انتشارات توس چاپ گردیده است.

## آغاز رمان
روایت شب‌های تهران از شمال ایران آغاز می‌شود. این رمان این‌گونه آغاز می شود: نزدیک شش سال میان نوشهر و محمودآباد بانویی آسوری مهمانسرایی را اداره می‌کرد. خوراک ماهی لذیذ و مشهوری داشت. با بستنی‌های تمشک وحشی، پسته و بادام و توت فرنگی که در اتاق دربسته ترکیب  می‌کرد از فوت و فن کار کسی با خبر نبود. با خامه‌های مخروطی محصول شیر گاوهای هولشتاین که در سراسر باغ آزادانه می‌چرخیدند آنها را زینت می‌داد. بنای مهمان‌خانه یا نمای سفید و شیروانی سفال اُخرایی که سایه روشنی چون فلس ماهی دشت پشت ردیف درختان اشن و زبان گنجشک، در انتهای جاده پرپیچی دور از نظر می‌ماند. حوالی غروب سواری های بزرگ و تیره رنگ می‌آمدند و در صحن شن پوش توقفگاه . مهمانان جدی را که غالبا پیشخدمتی برای حمل و نقل باز و ذکر کوچک فرار همراهشان بود پیاده می‌کردند.

## خلاصه داستان
رمان شب‌های تهران  روایت دو گروه یکی اشراف‌زاده و دیگری تازه‌ به دوران رسیده است. هر دو این گروه از شخصیت‌های داستان در ثروت و تمکن یکسان هستند اما یکی با اصالت و نجابت رفتار می‌کند و گروه دیگر اما با حرص و آز... 
بهزاد نقاشی روشنفکر و بر خاسته از خانواده‌ای اشرافی است. او نمونه‌ای از روشنفکران آشنا با غرب در ایران دهه‌های چهل و پنجاه است. هر چند اندکی از طبقه خرده مالکان رو گردانده ولی به انقلابی‌ها هم با دیده شک و تردید نگاه می‌کند. او عاشق دختری زیاده خواه و سنت گریز با افکار درهم و مغشوش به نام آسیه می‌شود. پیشتر آسیه او را به خاطر دست یافتن به عشقی آرمانی رها کرده و تنها میگذارد، ولی یاد و فکر او همچنان بهزاد را رها نمی‌کند. بهزاد پس از رها شدن از سوی آسیه به ایران برگشته و آشنا و عاشق پیشینش نسترن بارها به دیدنش میرود. بهزاد در برخوردها و روابطش با نسترن تنها خاطرات خود را با آسیه مرور می‌کند و احساسات و عشق نسترن را درک نمی‌کند.
نسترن دختری است که آرزوهای بزرگی ندارد، روحی آرام دارد و بهزاد را عاشقانه و باساده دلی دوست دارد.ولی بی‌توجهی بهزاد به او سبب در هم شکستنش می‌شود.او پیشتر با گرایش به هنر نمایش می‌تواند بر سستی خود چیره شود و به خودباوری برسد آنچنانکه در برابر بهزاد احساساتش را به نمایش گذارد.چرا که پیش از آن در برابر بهزاد و عشق او احساس ناتوانی می‌کرد و نمی‌توانست احساسات و خواسته‌های خود را بیان کند و از همین رو نیز بهزاد تا مدت‌ها نتوانست از عشق او نسبت به خودش آگاه شود. در پی حوادث و تنش‌های روحی نسترن می‌گریزد و بهزاد در پی یافتن او برمی آید. او نسترن را در کنار دریا می یابد.داستان هنگامی پایان می پذیرد که هر دو به دریا خیره شده‌اند." چرا آفریده شده ایم که رنج بکشیم"، این جمله پایان رمان شب‌های تهران غزاله علیزاده است.

## نقد رمان
نقدهای متعددی بر این اثر نوشته شده‌است. بارها موضوع تحقیق مقاله‌های دانشگاهی و پایان‌نامه‌های نقد ادبی و ادبیات در دانشگاه‌ها قرار گرفته‌است.
منصوره اشرافی شاعر و نویسنده و نقاش معاصر دربارهٔ این رمان می‌گوید: غزاله علیزاده در رمان شب‌های تهران، نگاهی ویژه و دگر گونه به جامعه خود دارد. او در این داستان به شرح حالات درونی و روانکاوی کسانی می‌پردازد که خاستگاه طبقاتی خرده مالکان را دارند. قهرمانان داستان یک مرد و دو زن هستند. آن‌ها در درون خود و درگیر با خود با رفتارهای مالک مآبانه می‌کوشند هر کدام به گونه‌ای خویشتن را بیابند؛ و در این راستا است که هر یک از آنان در عین ناتوانی دیگری را توانا می‌پندارد. در صورتی که هیچ‌یک از آن‌ها توانا نیستند، در ک درستی از مفهوم هستی ندارند و سؤال بزرگ این نوشته این است که: چرا آفریده شده‌ایم تا رنج بکشیم. اما رنج‌های که اینان می‌کشند رنجی نیست که از سر گرسنگی و تهیدستی و دوگانگی طبقاتی باشد. رنج اینان از گونه دیگری است.
نگرانی غزاله علیزاده از گونه روشنفکرانه است. در این کتاب غم نان - غم خانه و سرپناه - دوگانگی و تهیدستی هیچگاه برای قهرمانان آن نگران‌کننده نیست. آنان در دنیایی سیر می‌کنند که این نگرانی‌ها در آن راه ندارد. اینان نیم نگاهی هم به دور و بر خود نمی‌اندازند و اگر هم با گرفتاری‌هایی از این دست روبرو شوند، برخوردی رمانتیک با آن دارند. هر سه تن آدم این داستان ژرف ناک در خود فرورفته و تنهایند. بهزاد، هنرمند نقاشی که رفتارها و کنشش‌هایش آرمانگرایانه می‌نماید، در آغاز دلباخته زنی است سرگشته و گریزان اهل ناکجاآباد و آنگاه که این زن ترکش می‌کند، با یاد او به زندگی ادامه می‌دهد. آسیه دختری است که غم تنهایی او را از کودکی همواره رنج می‌داده و در پی آن است تا خویشتن گم گشته اش را بازیابد. نسترن دختری است که آرزو دارد خود را به رده مردمان پولدار بالا بکشد و شیفته بهزاد است.
شب‌های تهران چندان به موشکافی در فکر آدم‌های داستان نمی‌پردازد. عشق آدم‌ها در آن انگیزه درستی ندارد. چرا نقاش این گونه شیفته آسیه می‌شود؟ چرا آسیه به عشق نقاش پاسخ داده و سپس او را رها می‌کند؟ چرا نسترن دلباخته نقاش است و چرا نقاش از او گریزان است؟ آدم‌های داستان همه به گونه‌ای با خود درگیرند. درگیر غم‌های دور و شاید ناشناخته‌شان. علیزاده نویسنده‌ای است که بورژوازی در داستان‌هایش همه جا رخنه کرده‌است. دست کم در دو رمان «شب‌های تهران» و «خانه ادریسی‌ها». نگارش او استوار، توانمند، شیوا و پرکشش است. توصیف‌هایش بسیار موشکافانه و هنرمندانه است. هر چند داستان‌هایش زندگی تلخ و اندوه‌بار آدم‌ها را بازگو می‌کند. شاید بتوان او را نویسنده‌ای بد بین به‌شمار آورد. نویسنده‌ای که به جبر و سرنوشت گریز ناپذیر زندگی باور دارد. آدم‌های وی همگی دربند جبر زندگی‌اند. همه آنان در پیله‌هایی که به دور خود تنیده‌اند، گرفتارند و تسلیم سرنوشت زندگی خودند. غزاله علیزاده بیشتر به کاوش درون افراد می‌پردازد تا به چالش‌های بیرونی. با آنکه خود زن است، قهرمانان داستانش مردان هستند. زنان داستان او آدمهایی سست و شکننده‌اند. تنها زنان پیر و با تجربه استوار و پابرجا هستند و بی هیچ گونه نگرانی و چون چرای بود و نبود خود و به دور از هر گونه بیم و امید تنها با کوله باری از تجربه در آرامش زیستن، زندگی را به پیش می‌برند.